# Governador suprem de l'Església d'Anglaterra
El títol de Governador(a) Suprem(a) de l'Església d'Anglaterra (en anglès: Supreme Governor of the Church of England) és emprat pels reis i reines del Regne Unit, actualment Carles III, i distingeix l'autoritat teòrica que exerceixen sobre l'Església d'Anglaterra. De fet, la principal prerrogativa del «Governador suprem», és a dir, designar els membres més importants de la jerarquia de l'Església, és exercida pel Primer Ministre del Regne Unit assessorat pels dirigents de l'Església. El monarca no fa més que ratificar formalment el nomenament. El títol és ostentat pels sobirans britànics des del regnat d'Elisabet I.

## Llista de governadors
| Nom              | Anys        | Notes                                                   |
| ---------------- | ----------- | ------------------------------------------------------- |
| Enric VIII       | 1536–1547   | Com a cap suprem                                        |
| Eduard VI        | 1547–1553   | Com a cap suprem                                        |
| Joana I          | 1553        | Com a cap suprem                                        |
| Elisabet I       | 1559–1603   |                                                         |
| Jaume I          | 1603–1625   |                                                         |
| Carles I         | 1625–1649   | Executat                                                |
| Oliver Cromwell  | 1653–1658   |                                                         |
| Richard Cromwell | 1658–1659   |                                                         |
| Carles II        | 1660–1685   | Convertit al catolicisme a la seva mort                 |
| Jaume II         | 1685–1688   | Catòlic, despost                                        |
| Maria II         | 1689–1694   | Va ostentar el càrrec juntament amb Guillem III         |
| Guillem III      | 1689–1702   | Va ostentar el càrrec juntament amb Maria II, 1689–1694 |
| Anna I           | 1702–1714   |                                                         |
| Jordi I          | 1714–1727   |                                                         |
| Jordi II         | 1727–1760   |                                                         |
| Jordi III        | 1760–1820   |                                                         |
| Jordi IV         | 1820–1830   |                                                         |
| Guillem IV       | 1830–1837   |                                                         |
| Victòria         | 1837–1901   |                                                         |
| Eduard VII       | 1901–1910   |                                                         |
| Jordi V          | 1910–1936   |                                                         |
| Eduard VIII      | 1936        |                                                         |
| Jordi VI         | 1936–1952   |                                                         |
| Elisabet II      | 1952-2022   |                                                         |
| Carles III       | 2022-actual |                                                         |